# Telescópio Hale
O telescópio Hale é um telescópio refletor concebido pelo astrônomo George Ellery Hale e localizado no monte Palomar, em San Diego, California. Foi o maior telescópio existente no mundo entre 1948 e 1993, possuindo um espelho principal com um diâmetro de 5,1 m.

## História
George E. Hale era um astrônomo que já havia projetado e construído vários telescópios, incluindo os refletores de 1,5 m e 2,5 m do Observatório Monte Wilson, quando em 1928 assegurou junto à Fundação Rockefeller uma subvenção ao Instituto de Tecnologia da Califórnia (Caltech) para a construção de um novo observatório. Uma substancial soma de dinheiro foi gasta na investigação de novos materiais para o espelho e novos métodos para o revestimento do espelho bem como em novos equipamentos auxiliares de todos os tipos. Vários anos foram gastos na procura por sítios apropriados para o observatório, na Califórnia e no Arizona.
A construção do telescópio começou em 1936. Seus componentes foram fabricados pela empresa Westinghouse na Filadelfia, e depois transportados por navio através do canal do Panamá até San Diego e, posteriormente, de caminhão até o monte Palomar.

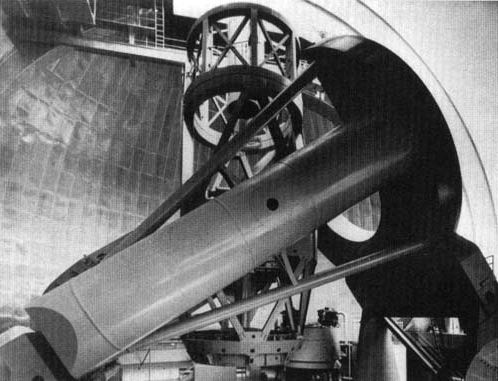
Telescópio Hale apontando para o zênite.

O espelho de 5,1 m foi construído pela empresa Corning Glass Works de Nova York, que utilizou como material o Pyrex. Para diminuir o enorme peso, o disco não era totalmente maciço, mas possuía uma série de espaçamentos preenchidos com ar. Estes espaços foram obtidos através de um elaborado padrão de núcleos de cerâmica que foram construídos no molde do disco. O vidro derretido preenchia os espaços entre os núcleos e acima destes. Após o resfriamento, os núcleos cerâmicos eram retirados deixando cavidades vazias, dando à parte traseira do espelho a aparência de um waffle.
O disco de vidro ficou no forno à temperatura de fusão por um mês, e foi lentamente resfriado durante um período de dez meses. Em março de 1936, o disco foi transportado para a oficina de óptica da Caltech, onde foi realizado o desbaste e polimento. Ao final o espelho pesava 13 000 kg e permaneceu na oficina óptica por 11,5 anos (incluindo-se aí os atrasos em função da Segunda Guerra Mundial).
Depois de instalado no telescópio, em dezembro de 1947, foram necessários ainda mais dois anos de ajustes e testes, sendo que em 1949 o espelho sofreu um novo polimento para ajustar as bordas e foi realuminizado. Em novembro de 1949 as observações científicas começaram.

## Óptica

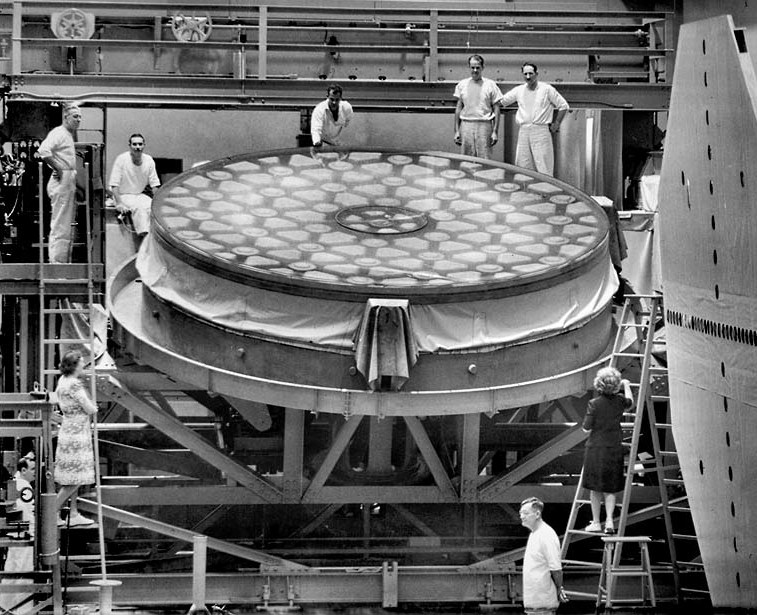
Espelho principal do telescópio Hale na oficina óptica da Caltech. Note a estrutura para os suportes internos ao espelho.

O telescópio possui ao todo, sete espelhos:
- Um parabolóide concavo com 5,1 m de diâmetro com distância focal de 16,9 m, além de possuir um furo central de 1 m;
- Um hiperbolóide de revolução convexo de 1 m de diâmetro, que provia uma distância focal Cassegrain de 81 m;
- Dois hiperbolóides de 0,9 e 0,8 m, que forneciam uma distância focal Coudé de 152 m;
- Um oval diagonal plano de 0,9 x 1,3 m, que reflete a luz ao longo do eixo polar até o espectógrafo Coudé, numa sala com temperatura constante;
- Dois auxiliares planos de 0,7 e 0,5 m.

Todos os espelhos foram feitos com Pyrex e possuíam uma estrutura de nervuras na traseira para suportes, com exceção dos dois planos menores. Para impedir que o espelho principal se deformasse sobre o próprio peso, foi colocado um intrincado conjunto de 36 suportes dentro dos espaçamentos internos do espelho para suportá-lo.